# Манильская пенька

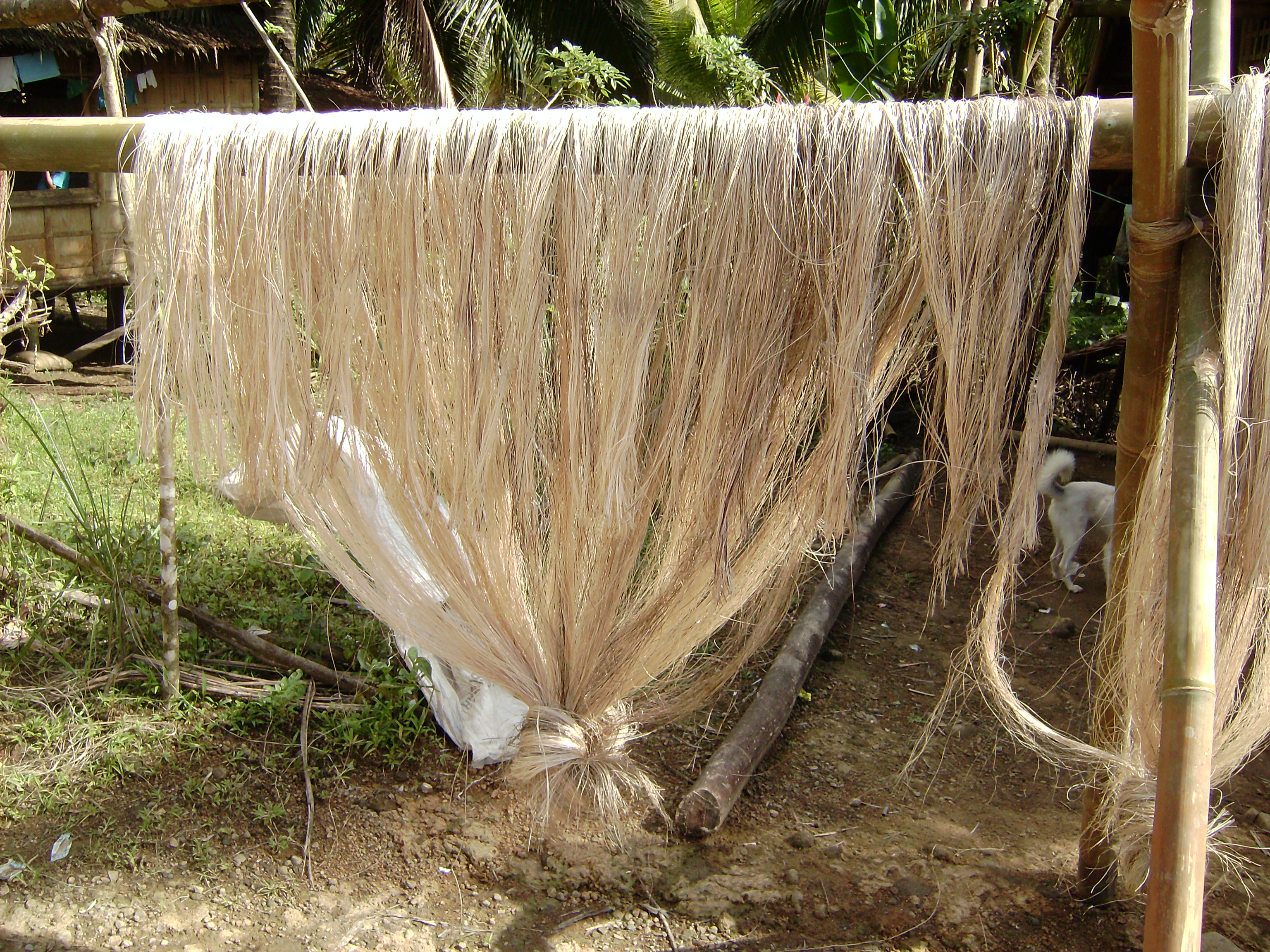
Манильская пенька

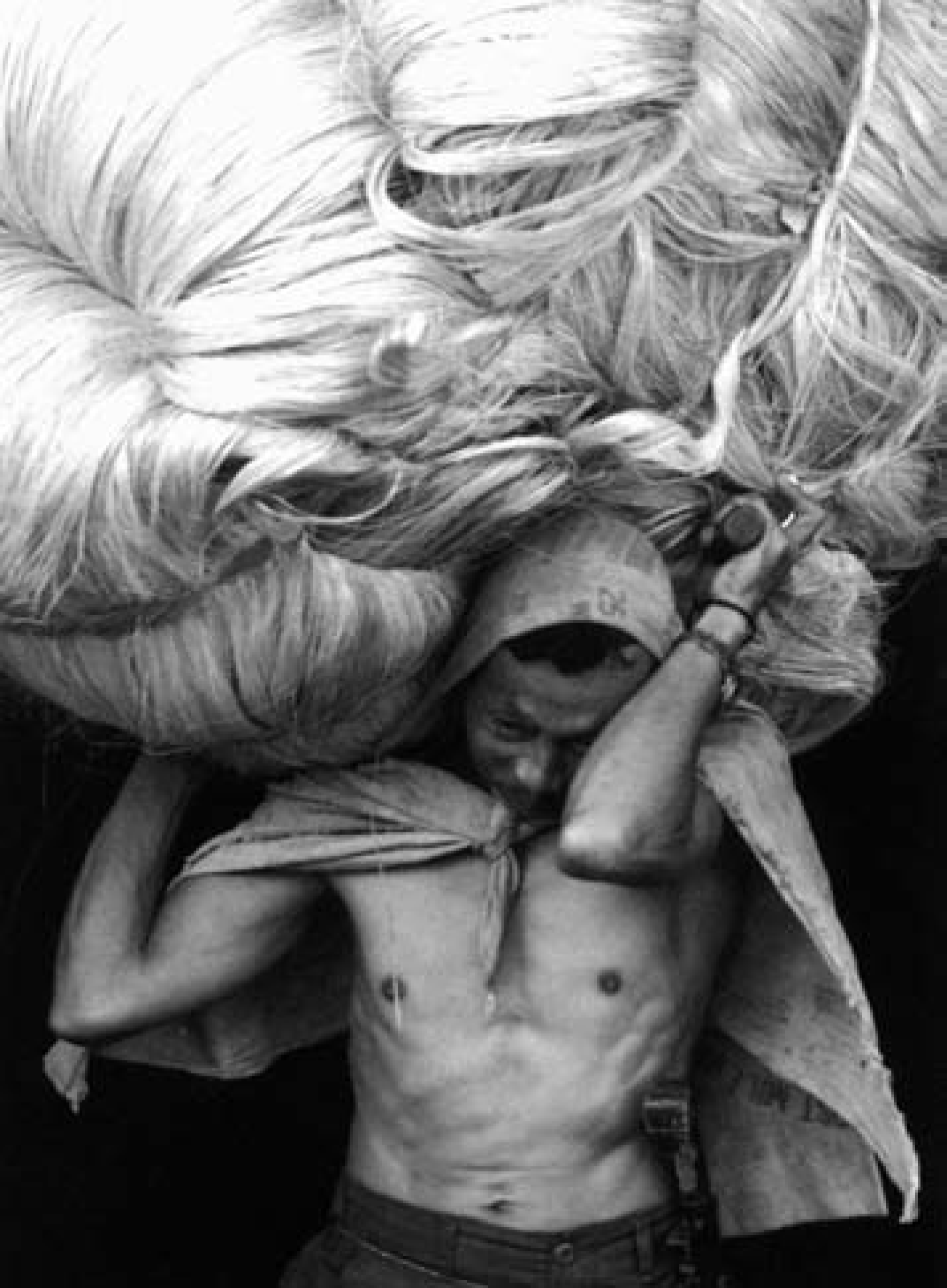
Грузчик с тюком манильской пеньки, предназначенной для экспорта. Южные Филиппины, 2000

Мани́льская пенька́ — растительное грубое, значительно одеревенелое волокно, получаемое из растений семейства банановых.
Часто манильскую пеньку называют также: «абака», «банановое волокно», «кокосовое мочало», «манилла», «манильское волокно», «муза».
Цвет волокон — от желтовато-бежевого до светло-коричневого.
Международное обозначение волокна — AB. Код ТНВЭД — 5303.
В зависимости от части листа, из которого взято волокно, различают 3 сорта пеньки.
| Название | Качество | Цвет               | Толщина волокна       | Длина волокна | Часть листа, дающая волокна      | Применение                                                               |
| -------- | -------- | ------------------ | --------------------- | ------------- | -------------------------------- | ------------------------------------------------------------------------ |
| Tupoz    | Лучшее   | Светло-жёлтый      | Тонкое                | 1—2 м         | Боковая часть внутренней стороны | Ковры, материал для мебельной обивки                                     |
| Lupis    | Средний  | Коричневато-жёлтый | Среднее               | Около 4,5 м   | Боковая                          | Кокосовые мочала                                                         |
| Bandala  | Худший   | Тёмный             | Грубое, толщиной 200μ | 7 м           | Наружная                         | Верёвки, канаты, шнуры, снасти, циновки, бумага, щётки, плетёная мебель. |

Из-за свойства не тонуть в воде тросы и канаты из манильской пеньки применяют в морском деле. После износа снастей обветшалые канаты перерабатывают на бумагу, причём даже небольшой процент манильской пеньки к слабой бумаге придаёт ей прочности. Используют манильскую бумагу, в основном, как упаковочный материал, для производства плетёной мебели, а в некоторых странах — для обмотки кабелей.
Манильская пенька — один из основных типов ткани для расписных окинавских кимоно.

## Сбор
Получают манильскую пеньку из пенькового банана Musa textilis или Musa trogloditorum textoria, произрастающих на Филиппинских островах и северной части острова Сулавеси.
С 1 га растений получают 250—850 кг волокон. Каждое растение даёт около 250 г пеньки; чтобы собрать 1 т волокна, необходимо 3200 растений.
Трёхлетнее растение обрезают на высоте около 10 см от уровня земли. Листья разрезают на полосы 7,5—10 см и длиной 1,5—3 м. При помощи ножа и куска твёрдого дерева удаляют мясистые водянистые части. После сушки на открытом воздухе волокна отправляют на продажу.
Вся работа выполняется вручную двумя рабочими. Один рабочий за один день обрабатывает около 11 кг сырья. За год рабочий может изготовить до 1,5 т волокна.
Упаковывают пеньку в тюки по 400 кг.

## Статистика
| Крупнейшие производители (2023) | Крупнейшие производители (2023) | Крупнейшие производители (2023) |
| Страна                          | Производство (тонн)             |                                 |
| ------------------------------- | ------------------------------- | ------------------------------- |
| Филиппины                       | 68 446                          |                                 |
| Эквадор                         | 37 884                          |                                 |
| Коста-Рика                      | 1261                            |                                 |
| Индонезия                       | 558                             |                                 |
| Экваториальная Гвинея           | 231                             |                                 |
| Кения                           | 51                              |                                 |
| Весь мир                        | 108 434                         |                                 |